# Tadeusz Łuba
Tadeusz Łuba (ur. 14 czerwca 1946 w Jeleniej Górze) – polski profesor nauk technicznych, specjalizujący się w telekomunikacji cyfrowej i układach cyfrowych.

## Życiorys
Absolwent VII Liceum Ogólnokształcącego im. Juliusza Słowackiego w Warszawie. W 1971 ukończył studia magisterskie na Wydziale Elektroniki Politechniki Warszawskiej ze specjalnością teletechnika. Na tym samym wydziale doktoryzował się w 1980 i habilitował w 1988 na podstawie pracy pt. Synteza wielopoziomowych układów logicznych. W 1995 prezydent RP nadał mu tytuł naukowy profesora. W trakcie swojej kariery Tadeusz Łuba był sekretarzem Komitetu Elektroniki i Telekomunikacji Polskiej Akademii Nauk (1993–1996) i redaktorem naczelnym czasopisma International Journal of Electronics and Telecommunications.

## Dorobek naukowy
W latach 1972–1985 działalność naukowa Tadeusza Łuby dotyczyła głównie przyrządów i technik pomiarowych w telekomunikacji cyfrowej. Jego prace nad aparaturą do pomiarów traktów liniowych systemów PCM zostały nagrodzone podczas I Ogólnopolskiego Konkursu na Aparaturę Naukowo-Badawczą w 1973. Po 1985 Łuba skupił się na zagadnieniach związanych z syntezą logiczną. Algorytmy dekompozycji w syntezie logicznej były tematem jego pracy habilitacyjnej, jak również szeregu artykułów w czasopismach takich jak „Microprocessors and Microsystems” czy „VLSI Design”, a także licznych seminariów i konferencji w Europie, Ameryce i Australii. W 1996 roku przez dwa miesiące piastował stanowisko profesora wizytującego na University of Waterloo. Stworzył i współtworzył więcej niż 220 różnych publikacji, w tym kilka istotnych monografii z dziedziny syntezy logicznej. Jako nauczyciel akademicki, wykładał m.in. na Politechnice Warszawskiej, Uniwersytecie Warszawskim, Wojskowej Akademii Technicznej czy Francusko-Polskiej Wyższej Szkole Nowych Technik Informatyczno-Telekomunikacyjnych.

## Nagrody i odznaczenia
- 1987 – Złota Odznaka Zasłużonego dla Resortu Łączności
- 2002 – Brązowy Medal „Za zasługi dla obronności kraju”
- 2007 – Srebrny Krzyż Zasługi

Ponadto wielokrotne wyróżnienia od rektora Politechniki Warszawskiej, ministra nauki i szkolnictwa wyższego oraz ministra edukacji narodowej.

## Życie prywatne
Ma żonę Halinę i córkę.